# 苏联农业集体化

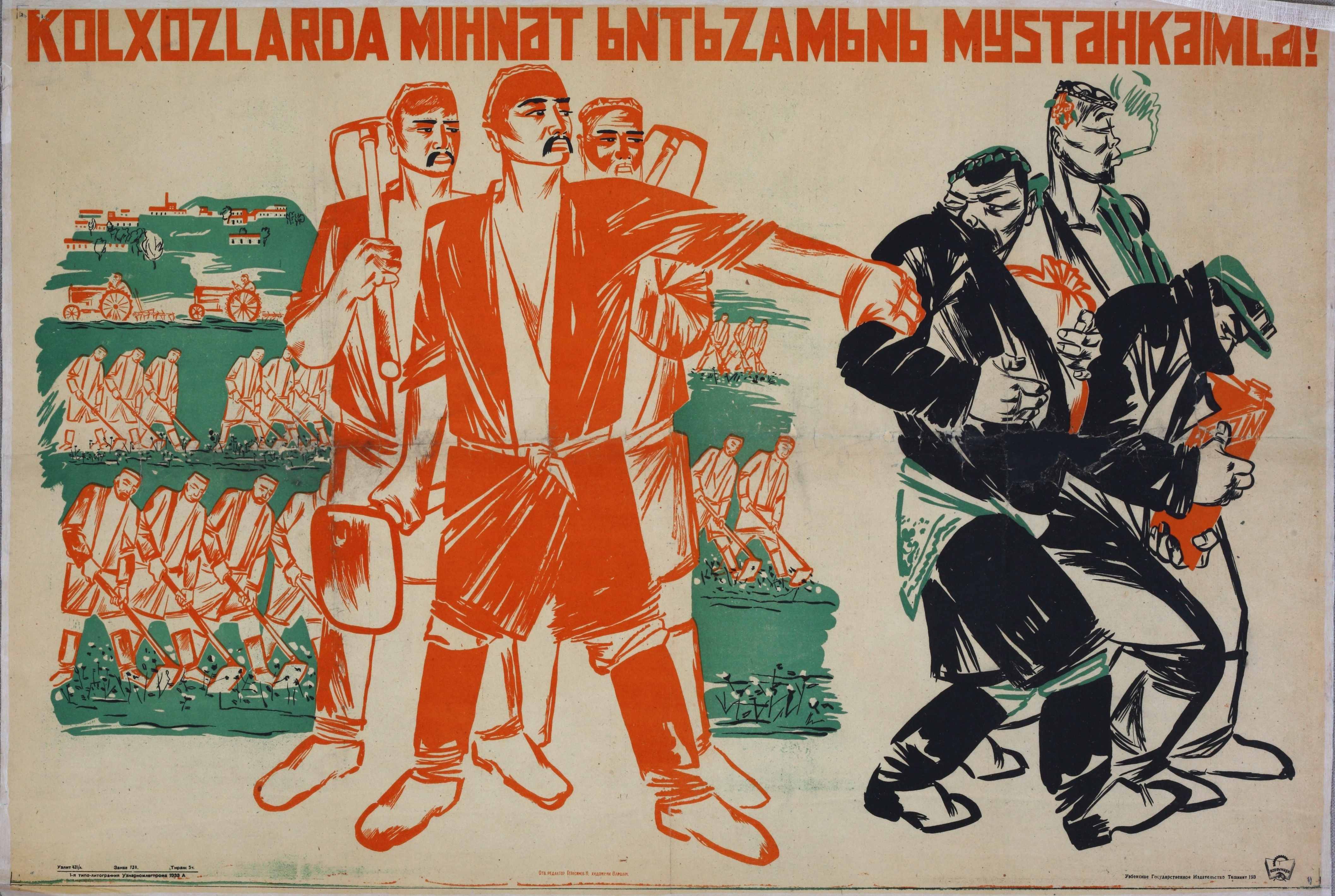
“在集体农场强化工作纪律”，1933年乌兹别克首府塔什干的苏联宣传海报

農業集體化（俄语：Коллективиза́ция），蘇聯全聯盟共產黨中央委員會總書記史達林，为实行共產主義的生产资料公有化方针，同时也为了為提高农业生产效率，提升农业生产技术水平，推广农业机械化，减少自然灾害对农业生产的影响，於1930年1月5日所推行之政策。

## 背景
在苏联成立之前，俄罗斯地区的农业生产水準非常落后，绝大部分农民依然采用“中世纪的生产方式”，粮食生产效率十分低下，既不如开始采用农业机械化的美国，也远远不如早已开始“精耕细作”的中国。大部分贫农甚至因为地主剥削过重，再加上生产效率低下，甚至负担不起购置农具的费用，只能长期使用祖传的农具。直到 1910 年，即使完成了斯托雷平改革，俄国仍然使用着约1100万张木犁（其中有800万张老式木犁）、600万张铁犁和将近600万张木耙，在莫斯科省有铁犁的农户只占农户总数的20.2%。据另一资料，除了使用木犁木耙外，1910年俄国农业中还有1590万张带铁齿的木耙和49万张铁耙。直到1912年，俄罗斯帝国63.8%的农民仍然处于极度贫穷状态（即只有一匹马或无马），31.6%农户甚至没有马匹或牛等其他可用于牵引犁的牲畜，这意味着他们完全不能利用畜力，只能依靠人力劳作，这种耕作方式不仅辛苦，生产效率也十分低下。而拥有更多土地和财富的富农即便有能力购置农具，但却很少能够使用化肥，农业机械对他们而言简直是奢侈品，农业机械化根本无从推行。
因为水利建设落后的缘故，俄罗斯的农业非常容易受天气影响，丰收年和歉收年的农业生产量经常相差千万吨。但即使在丰收年，农民的收入也只能保证不挨饿，歉收年则经常爆发规模大大小小的饥荒，导致大量农民饿死。
苏联成立后，即使苏维埃政府在新经济计划期间设置拖拉机站，推行有限度的农业机械化，并且发展化肥工业，但成效十分有限。农业发展的瓶颈使苏联当局无法解放农村人口进行大规模工业化，因为他们需要大量人口进行农业生产以维持粮食供应。
在这样的情况下，苏联当局为了改进农业生产效率——一方面发展农业机械和化肥工业，另一方面着手推行农业集体化，让多片农田组成集体农场，使得集体农户能够在大片农地合作生产，分工使用不同的农业机械，以提高农业生产的规模和效率。

## 發展

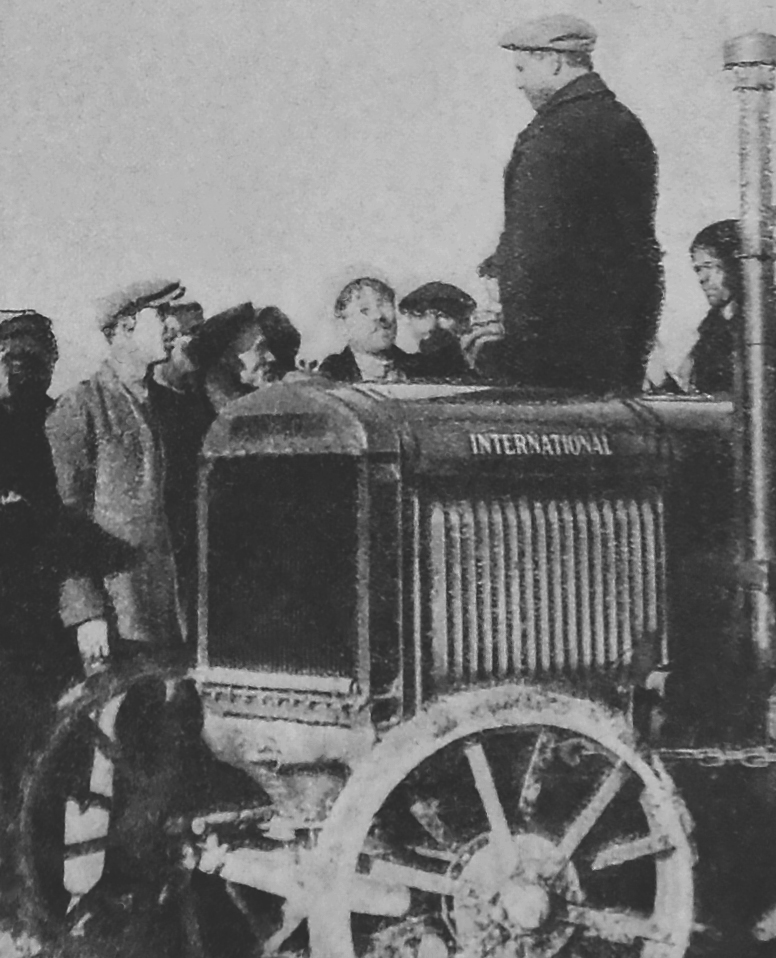
苏联政府免费向集体农户提供农业机械，甚至在新型号推出后为他们免费更换

1927年至1928年，由于苏联国家规定的粮食价格太低，以降低工人生活负担，导致农民并不急于出售粮，使粮食收购出现短缺。斯大林认为造成危机的原因是富农阶层的蓄意破坏，他不顾布哈林等人的反对，一方面采用特殊手段打击富农，强迫他们按指定价格卖出余粮；另一方面推行农业集体化政策，并且为了推行农业机械化和吸引农民入社，向集体农民提供化肥和免费的农业机械。1927年12月，斯大林又提出了“消灭富农”的口号，命令没收富农的财产并将他们放逐。由于对“富农”概念缺乏准确界限，集体化开始时国内“富农”占农户总数不到3%，而最后被剥夺的农户却达到农户总数的6%至8%，部分中农和贫农也被当作富农剥夺。1929年11月苏共中央全会通过决议开始全盘集体化，从此集体农庄的规模以惊人的速度增长（两个月内集体农庄的比例从15%增长到59.3%），执行过程中，一些底层执行者為了政绩而推行过急，部分底层官员甚至采用威胁、恐吓等手段强迫农民入社，但因为工业生产水平并没有跟上，导致很多集体农户并没有得到承诺的农业机械和化肥，农业生产效率因此并没取得明显进步。1930年3月2日，斯大林在《真理报》发表了《胜利冲昏头脑》一文，批评全盘集体化运动中违反农民自愿原则的过火行为，于是引发了極大规模退社的浪潮。1930年6月，集体农庄的比例已经由60%驟降到了23.4%，每天都還有成千上萬的人退出，政策瀕臨徹底失敗，為此斯大林不得不加大在农业机械工业方面的投入，并在6月召开的苏共第十六次代表大会上再次改变态度，赞扬全盘集体化的成就并批评反对者是“和共产主义的敌人勾结在一起的人”，許多人懼怕處罰，又一次掀起了集体化运动的高潮。到1933年底未加入集体农庄的农户仅占0.2%，至此全盘集体化的目标基本实现，但此时绝大部分农户仍然没有分到农业机械，部分分到农业机械的农户也因为知识和理解水平有限，并未使用农业机械进行生产。
农业集体化政策引起了很多富农的不满，因为他们并不愿意与其他人分享私有田产。基於財產被剝奪的預期心理，他们以为自己的牲畜也会被“集体化”，于是在入社前乾脆屠杀和出售自己的牲畜，到了1933年，苏联的牲畜总量将近损失了50%。部分农民为了抵制集体化运动，以毁坏工具、焚烧谷物等方式向当局示威，期望焚烧粮食让当局收购不到足够的粮食，对当局造成损害。他们同时也向其他农民造谣，宣称“农业集体化会把他们所有私有财产都充公”，不少农民因为知识水平和判断能力欠缺而恐慌，也屠宰了自己家的牲畜，甚至也焚烧自己的粮食抗议。富农还向中农造谣宣称部分中农也符合苏维埃当局对“富农”的定义，是苏维埃政府的打击对象，于是恐慌的中农减少粮食播种量和产量，以避免被当成“富农”。部分富农甚至以纵火、暗杀等破坏活动抗议，严重影响地方的治安。但他们的破坏活动并没有影响苏维埃当局的决策，即使在1932-1934年发生了大规模饥荒，农业集体化最终也全盘推行，先前焚烧粮食的富农也自食其果，因为大量粮食被他们自己焚烧，反导致他们自己被饿死。而在饥荒之后的1935年，苏维埃政府也吸取了经验，在资源有限的情况下尽可能提高了化肥和农业机械的产量，迎来了丰收。到1937年，苏联粮食产量已达到9700万吨，比农业集体化之前的1928年大丰收年产量提升了32%，农业集体化最终取得了成功。即使是俄罗斯帝国时期最大的丰收年1913年，其农业总产量算上苏联并未占有的波兰和芬兰部分，也比1937年苏联农业总产量低10%。随着苏联工业发展水平提升，苏维埃当局在为集体农民提供免费农业机械之余，还经常为他们免费更换新型号的农业机械，并提供免费的维修保养服务。
而除了农业总产量得到明显增长以外，农业集体化后的苏联粮食生产效率更提高了超过200%。根据第聂伯罗彼得罗夫斯克州的数据，1925-1926年平均每个农民每日只生产3.1普特粮食，而农业集体化全盘完成后的1940年，集体农庄的劳动生产率达到了10.3普特（每一人日普特数），增幅达到了232%。但由于大量农民迁往城市，转化为工人，再加上1932-34年的饥荒导致农民死亡，导致从事农业生产的人口严重下降，因此即使1936年之后农业生产效率大幅增长，但农业总产量并未取得成倍的提升。例如在集体化前的1925-26年，平均每公顷每日多达15.2农民劳作，到了集体化全盘完成后的1940年，平均每公顷每日只需9.4名农民参与劳作。
也有观点认为全盘集体化也没有给农业生产效率带来明显提高，因1932年至1934年之间，苏联出现了严重的饥荒，农业总产值下降了23％。并指出“在1936年—1940年苏联农业总产量基本上只保持在1924年—1928年的水平，而1933-1937年的粮食平均收成甚至比1922—1928年的平均收成还少”。此说法原始出处在于，B.C.伊兹莫吉克、E.B.弗洛罗夫：《20-39年代苏联社会经济发展的矛盾》，载《苏共历史问题》第1991年第5期。而根据苏联官方记载，1937年已经完成全面集体化之后，苏联官方认为其粮食产量达到了史无前例的9700万吨，而经常被拿来比较的沙俄时期1913年大丰收扣除俄属波兰和芬兰这些不属于苏联的领土之后，实际总产量只有7650万吨，比1937年苏联9740万吨的产量还低2090万吨。直到二战前的1940年，尽管苏联开始动员数以百万计的农民入伍，导致粮食生产人口减少，但该年总产量仍然达到9560万吨。但有学者对这一数据保有疑虑并作出与官方估算不同的相关数值。
| 年份 | 产量（万吨） |
| ---- | ------------ |
| 1911 | 5800         |
| 1913 | 7650         |
| 1922 | 5030         |
| 1928 | 7330         |
| 1937 | 9740         |
| 1940 | 9560         |
| 1945 | 4730         |
| 1947 | 6590         |
| 1950 | 8120         |
| 1952 | 9220         |
| 1955 | 10370        |
| 1956 | 12500        |

| 年度 | 商品粮（万吨） | 牛奶及乳制品（万吨） | 肉类（万吨） |
| ---- | -------------- | -------------------- | ------------ |
| 1913 | 2132.1         | 580.5                | 142          |
| 1926 | 1032.8         | 432.4                | 123.6        |
| 1940 | 3830           | 1076.5               | 210.4        |
| 1950 | 3894.6         | 1136.8               | 210.2        |
| 1952 | 4036.1         | 1318.6               | 242.7        |

| 主要指标                               | 1925-1926年个体经济 | 1940年集体农庄 |
| -------------------------------------- | ------------------- | -------------- |
| 休闲地上播种冬小麦占全部种植面积百分比 | 8.4%                | 44.6%          |
| 耕翻深度（公分）                       | 8-12                | 20-22          |
| 平均播种定额（普特）                   | 74                  | 90             |
| 除草（占总面积的百分比）               | 5.1                 | 100            |
| 收获率                                 | 47.6                | 97.2           |
| 平均每公顷每日参与劳动的农民人数       | 15.2                | 9.4            |
| 劳动生产率（每一人每日普特数）         | 3.1                 | 10.3           |

尽管在农业集体化过程中因为自然灾害和富农抵制导致饥荒，但在1936年农业集体化全盘完成后开始，苏联的农业总产量和生产效率都取得了明显的增长，其中在1937年农业总产量达到了9700万吨，比历史上任何时期都要高，劳工生产率更提升了200%以上。
在乌克兰第聂伯罗彼得罗夫斯克州，农业集体化前的1925年平均每人每日只能生产3.1普特粮食，到了农业集体化全盘推行后的1940年平均每人每日的粮食生产量达到10.3普特，增长达232%。

## 城市人口
农业生产效率的大幅提高加速了苏联工业化和城市化的进程，因为农业生产不再需要大量人手生产以维持粮食总产量，使得大量农民能够迁往城市或工业区从事工业生产。例如在第聂伯罗彼得罗夫斯克州，农业集体化之前的1925年，平均每公顷每日需要15.2名农民参与劳作，而到了农业集体化完成后的1940年，这个数字降到了9.4人，降幅达到了38%。大量农民涌入城市使得苏联各大城市人口都都显著增长，例如在农业集体化之前的1928年，莫斯科人口为212.7万，到了农业集体化完成后的1939年达到413万人。其余城市的人口也录得显著增长，列宁格勒人口从160万增长到320万，新西伯利亚人口从12万增长到40.5万，斯大林格勒人口从15万增长至44.5万。
| 年份 | 每公顷采集量（公担） |
| ---- | -------------------- |
| 1934 | 8.5                  |
| 1935 | 8.7                  |
| 1937 | 11.5                 |
| 1939 | 10.0                 |
| 1940 | 10.7                 |

## 飢荒
苏联1928年至1934年间农业集体化过程中，1932年谷物的总产量相比1928年下降了7.8%，而同期的国家收购量却增加了150%，大量飢餓的農民眼睜睜看著自己辛苦種出的糧產被收走，这直接导致了波及乌克兰、北高加索、伏尔加地区、哈萨克斯坦、西伯利亚等地的严重的饥荒。在此次饥荒中死亡的人数大约在600万至1000万之间，其中以乌克兰大饥荒最为惨重（饿死250万至500万人）。为了控制农民向人满为患的城市转移，政府恢复了沙皇时代的内部护照制度，宣布农民不经许可滞留城镇为非法行为。在此期间国内数以万计的农民暴动此起彼伏，苏联当局不得不使用正规军以剿匪的名义镇压反抗农民，進一步削減了“過量人口”後勉強達到社會穩定，也讓日後的人口普查極具爭議。
但实际上，1932-1933年饥荒的主要原因是环境问题造成的粮食歉收。这些环境因素包括：一些地区的干旱，另一些地区罕见的大暴雨；农作物感染了严重的黑穗病和锈病；各种害虫疫病，包括亚洲蝗虫、甜菜象虫、草原蛾、毛毛虫等；还有严重的鼠患。粮食歉收十分严重，整个苏联的粮食可供应量明显少于整体人口的粮食需求量。
以上这些现象是人类活动与环境因素相互作用的结果。到处蔓延的严重的杂草问题，是由于本该从事除草工作的劳动力短缺造成的。因为农村人口大量迁徙，留下的农民多是老弱病残，自然会造成劳动力短缺。许多耕地闲置或者产量不高，则是因为大量农村人口迁入城镇以及剩余农民因饥荒而变得衰弱不堪或濒临死亡这两方面原因所致。
马是犁地播种及其他农业活动中最重要的牵引畜力(也是戰略物資)。1931-1932年的饥荒中饿极了的让农民吃掉了马的主粮——燕麦，导致很多马匹要么饿死，要么严重羸弱。虽然苏联政府进口了一些拖拉机和其他机械，一定程度上缓解了马匹缺乏导致的动力短缺，但并不足以完全克服这个问题。许多土地已经连续多年耕种粮食，这导致土壤枯竭，肥力严重下降。农庄和农业部门很难再找到新的土地用以建立农耕区，农地关系十分紧张。但是到了1933年，在充足的劳动力的条件下终于迎来了粮食的丰收，这次饥荒终于结束了。
苏联领导层没有充分理解环境因素的重要性。无论是他们自己的信息收集人员、OGPU（苏联人民委员会国家政治保卫总局）还是当地的党的领导人，都没有意识到这些问题。因此，他们将饥荒原因归咎于诸如管理混乱、决策层失误甚至扩大到农民反抗、富农怠工消极破坏等人为因素。至少在相当长的时间内，最重要的环境因素没有被理解，人们反而相信那些认为粮食本应该丰收的报告。如此一来，唯一符合逻辑的解释自然就成了饥荒是由下列各种严重的怠工反抗活动所致，包括：乌克兰民族主义者明目张胆的破坏；农民藏匿粮食；农民和其他一些人囤集居奇待价而沽；农民因不情愿而在农田里消极怠工；党、集体农庄和其他机构的共谋等等。
不过苏维埃政府极大地减少了谷物的出口，并开始运送粮食和种子到乌克兰及其他受灾地区。陶格引用的证据表明不少农民虽然不喜欢集体农庄，但是仍然在努力的参与农庄的工作，还有许多农民“始终都很积极地在农场工作……（他们）支持这个集体化的系统。”(陶格 2004, 85)
因此，整体而言，农民实际上接受了集体化。
像沙皇政府一样，苏联政府也出口粮食。但在1932-33年间，苏联政府面临着这样的局面：即使所有的出口都被停止而非被大幅度削减——正如它们曾经被削减的那样——食物也不足以养活全部人口。
饥荒的严重程度和在地域上的扩展，1932-33年锐减的粮食出口，对种子的需求，和近几年来在苏联内部出现的混乱，这一切都说明即使是从根本上禁止粮食出口也不足以防止饥荒的发生。这一情况让我们难以接受那些认为是1932年的粮食收购和刻意的种族灭绝行为导致了大饥荒的观点。1932年的歉收才是使大饥荒不可避免地发生的根本原因。(陶格 1991，88;89.)
面向集体和个体农民的粮食征递，也就是采购配额，被好几次大幅度地削减，以保证他们度过粮食紧缺的时期。一部分已经收购的粮食又被归还到了农村。而正是这些经常被执行得很严厉的粮食收集工作，被那些“故意论”的信徒所强调并理解为苏联对农民的漠不关心甚至是故意惩罚和杀害的证据。
此外，苏联政权还要用这种征购手段去养活生活在城市和工业地区的四千万人，他们也正在挨饿，这是1932年的收成显得不足的另一项证据。在1932年5月，苏联政府将私人的谷物交易合法化了，但在1932-33年间只有很少的粮食是通过这种途径卖出的。这也表明1932年的收成相当不足。
大约10%的乌克兰人因为饥荒或与之相关的疾病而死去，但90%的人活了下来，其中绝大多数是农民，农民出身的军人或是农业工人。活着的农民必须在食物不足的情况下辛苦耕种，直到创造了1933年的收成。他们在继续劳作时获得了苏联政府的明显的救助。否则一个因死亡而数量减少，受到饥饿的削弱，拥有牲畜更少的人口，是绝对不可能在1933年成功获得丰收并终结饥荒的。这是另一个说明1932年的收成极为微薄的证据。
苏联政府的救助最早在1933年2月7日开始，它包含了500万吨用于缓解饥荒的食物，其中就有给乌克兰的，而对拖拉机等机械的分配被特别地倾向于乌克兰，“一个由设置于机器-拖拉机站的几千个政治部所组成的网络对1933年的丰收起到了巨大的贡献”(陶格1991，72-74)。此外还有其他措施，包括为着播种和收割而派遣的特别委员会，这些委员会管理着工作，给农民分发种子和食物援助物资。
总之，饥荒是由自然因素引发的，而政府在第二年帮助农民获得了更大的收成，从而终结了饥荒。
1947年二战结束后，苏联再次出现了饥荒，约有100万至150万人因此而丧生。
1953年斯大林去世后，其继任者赫鲁晓夫进行了农业改革，苏联原本的义务交售制被改为农产品采购制，农户可以重新通过种植农作物得到更多收入，但之后苏联政府不再向他们提供和更换免费的农业机械，化肥和其他农具都需农民自行购置，农民实际生活并未因此得到明显的改善。